# Enzwiese
Enzwiese ist ein Naturschutzgebiet auf dem Gebiet der baden-württembergischen Stadt Löwenstein.

## Kenndaten
Das Naturschutzgebiet wurde mit Verordnung des Regierungspräsidiums Stuttgart vom  3. Dezember 1997 ausgewiesen und hat gemäß Schutzgebietsverordnung eine Größe von rund 6,9 Hektar. Es wird unter der Schutzgebietsnummer 1.227 geführt. Der CDDA-Code für das Naturschutzgebiet lautet 318355  und entspricht der WDPA-ID.

## Lage und Beschreibung
Das Schutzgebiet liegt zwischen dem zu Löwenstein gehörenden Weiler Hirrweiler und Wüstenrot-Weihenbronn direkt an der B 39 innerhalb des Waldes auf einer Rodeinsel, die sanft gemuldet ist und von einem nur zeitweilig fließenden Bach durchronnen wird. Es liegt im Naturraum 123 – Schwäbisch-Fränkische Waldberge innerhalb der naturräumlichen Haupteinheit 12 – Neckar- und Tauber-Gäuplatten und gehört zum 5443 Hektar großen FFH-Gebiet Nr. 7021-341 Löwensteiner und Heilbronner Berge.

## Schutzzweck
Schutzzweck ist laut Schutzgebietsverordnung die Erhaltung und Förderung einer inselartig im Wald liegenden, extensiv genutzten Grünlandfläche mit einem Bachlauf und großflächigen Feuchtstellen, welche Überreste eines ehemaligen Stauweihers darstellen, mit einer Vielzahl der für diese Lebensräume typischen, teilweise sehr seltenen Pflanzenarten.